# Henri Salvador
Pour les articles homonymes, voir Salvador (homonymie).
Henri Salvador, né le 18 juillet 1917 à Cayenne (Guyane) et mort le 13 février 2008 à Paris 1er, est un auteur, compositeur, interprète et chanteur de charme, humoriste et musicien français. 
À ses débuts guitariste professionnel, il joue dans plusieurs orchestres de jazz français. Sa longue carrière commencée dans les années 1930 avec le jazz, prend une nouvelle dimension lorsqu'il entame à partir de 1948, une carrière de chanteur. Au fil des décennies 1950 à 1970, il écrit, produit et interprète des chansons humoristiques et populaires, tout en conservant un penchant pour un style plus Crooner, grâce à sa voix plus suave et douce.
Il maîtrise de nombreux instruments de musique et fait partie des pionniers à posséder leur propre studio d'enregistrement à domicile; il crée le label discographique « Rigolo » en 1964. 
Après une relative traversée du désert vers la fin de sa vie, il connaît un considérable succès, de nouveaux spectacles et tournées, grâce à l'album Chambre avec vue, au début des années 2000.
On lui doit de nombreuses chansons populaires comme Syracuse, Maladie d'amour, Le Loup, la Biche et le Chevalier (Une chanson douce) et dans un registre plus léger, Le travail c'est la santé et Zorro est arrivé. Son dernier succès est la chanson Jardin d'hiver sortie l'année 2000.
En 1957, l'artiste compose la chanson « Dans mon île » et l'interprète à la guitare, sous la forme d'une samba dont le tempo est très ralenti, avec des harmonies riches. Il joue ce titre dans le film italien Europa di notte, qui est projeté au Brésil au printemps 1959 et vu par plusieurs musiciens qui avertissent notamment Antônio Carlos Jobim. Cette chanson est ensuite devenue populaire au Brésil et a rendu Savador particulièrement célèbre dans ce pays. Bien plus tard, en 2008, Gilberto Gil déclarera d'Henri Salvador, qu'il « est l'un des chantres de la bossa nova »,. En 2023, le film documentaire intitulé « Face B comme bossa, l'autre histoire d'Henri Salvador » confirme que cette chanson a bien participé aux influences de ce style musical, à la fin des années 1950.
Salvador et Sacha Distel, les deux seuls artistes français de variété à figurer dans le Dictionnaire du Jazz
, se sont connus comme jeunes débutants dans la nouvelle formation que Ray Ventura, a mise en place peu après la Libération.

## Biographie

### Famille

#### Origines familiales
Henri Gabriel Salvador naît le 18 juillet 1917, au n°19 rue de la Liberté, à Cayenne. Ses parents sont originaires de Guadeloupe : Clovis Salvador, percepteur, de Morne-à-l'Eau, et Antonine Paterne, fille d’une Amérindienne caraïbe, de Port-Louis.
Henri est le benjamin de trois enfants : il a une sœur, Alice et un frère, André, avec lequel il chantera en duo au début de sa carrière et avec qui il se produira au Jimmy’s, à Paris et à Biarritz.

#### Vie privée
Le 16 janvier 1941, Henri Salvador épouse une jeune femme de Corse, Lily Susini (1917-1973), qui l'accompagnera pendant son périple sud-américain avec l'orchestre de Ray Ventura, jusqu'à son retour en France, en 1945. Né le 1er février 1940 de sa liaison avec l'actrice Jacqueline Porel, son fils naturel Jean-Marie conçu peu après sa libération de prison pour désertion sera officiellement reconnu par l'acteur François Périer en 1941, lors du mariage de celui-ci avec Jacqueline. 
Le 24 janvier 1950 à Paris, Salvador se remarie avec Jacqueline Garabedian qu'il a connue en 1949 en coulisses d'un de ses spectacles, cette épouse meurt d'un cancer en 1976, le laissant veuf. Durant 27 années de vie commune, Jacqueline a géré une très grande partie des activités d'Henri, faisant notamment office d'agent artistique en négociant ses cachets, en défendant ses intérêts lors des galas, des émissions de radio et de télévision.
En 1982, la rencontre à Los Angeles entre Jean-Marie Périer et son père biologique, relatée par Jean-Marie dans son autobiographie Enfant gâté, s'avère décevante pour le photographe,. 
En troisièmes noces, Henri Salvador épouse le 23 mai 1986 Sabine de Ricou à Neuilly-sur-Seine, dont il divorce en 1995. Le 26 novembre 2001, il épouse Catherine Costa, femme de radio et productrice d'émissions télévisées qu'il a rencontrée lors d'un tournoi de tennis à Monte-Carlo.

### Enfance: de Cayenne à Paris (1917-1932)
La famille Salvador quitte la Guyane en 1929, débarquant  au Havre du paquebot Pérou le 16 août. Henri a alors 12 ans.

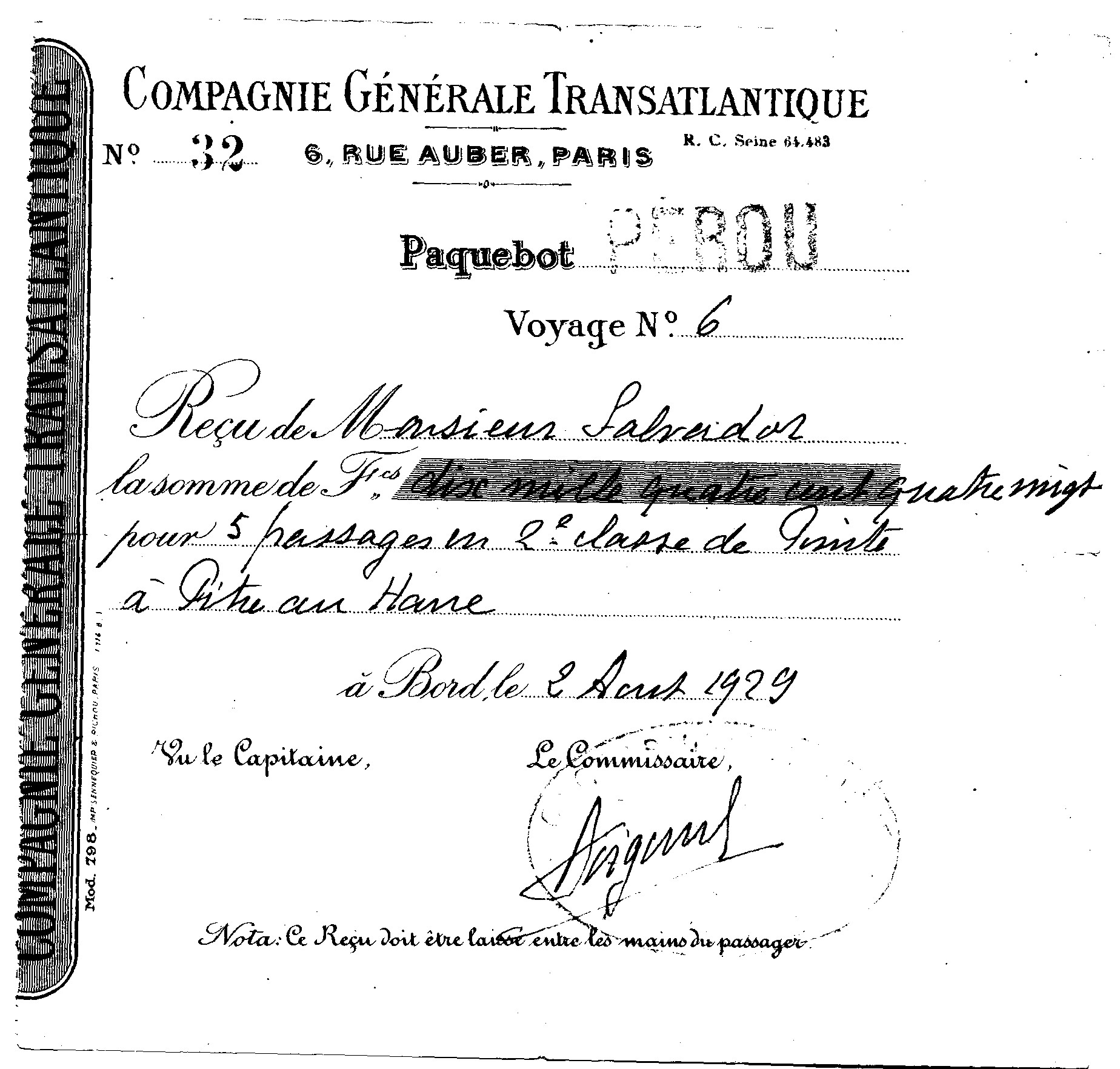
Billet de voyage de la famille Salvador rejoignant la métropole à bord du Pérou en 1929.

Assistant fréquemment aux spectacles du cirque Medrano, il se fait remarquer en s'esclaffant si fort sur les gradins que le clown Rhum lui demande de revenir tous les dimanches, lui apprenant des gags en échange de ce rire communicatif.
Il obtient (de justesse) le certificat d'études en 1930 ou 1931.

### Jeunesse (1932-1940)
À 15 ans, il décide d'arrêter ses études, ce qui afflige son père. Il exerce de nombreux petits boulots, mais préfère faire le pitre devant les terrasses des cafés parisiens.
Influencé par sa tante par alliance, Léona Gabriel, qui chante dans un cabaret parisien, il apprend la musique (trompette et violon, instruments dont joue son père, mais surtout la batterie et la guitare). En 1933, un de ses cousins lui fait entendre des disques de Louis Armstrong et Duke Ellington. Fasciné par le jazz, il écoute cette musique à longueur de journée jusqu'au jour où il accompagne son frère André dans des cabarets parisiens. Ses talents de musicien, mais aussi d’humoriste, le font connaître et apprécier du public. En 1935, ils jouent au Jimmy’s Bar, cabaret renommé de l’époque situé au 4, rue Huyghens (angle 206, boulevard Raspail) (Paris 14e), Django Reinhardt qui trouve des parfums tropicaux dans le jeu d'Henri l'engage alors comme accompagnateur.
En septembre 1937, il est envoyé pour son service militaire dans un régiment d'infanterie de l'est de la France, puis, grâce aux relations du patron du Jimmy's, est muté à Paris au 213e régiment d'infanterie. Confronté au racisme et peu fait pour la vie de caserne, il déserte ce qui lui vaut d'être arrêté et incarcéré à la prison militaire de Maisons-Laffitte. Après avoir purgé sa peine, il est envoyé au début de juin 1940 sur le front Nord, au moment où l'armée allemande est en train d'écraser l'armée française. Il réussit à revenir à Paris en pleine débâcle.

### Le musicien (1941-1956)
En 1941, il fuit la zone occupée pour la zone libre. Il exerce d'abord comme chanteur d'orchestre à Nice puis en avril à Cannes  où son frère le fait engager au Maxim's comme guitariste, dans l'orchestre de Bernard Hilda où Ray Ventura le remarque. Il fait partie de décembre 1941 à décembre 1945 de l’orchestre de  Ventura lors de son séjour en Amérique du Sud — Brésil, Argentine, Colombie, Uruguay, etc.. Il part seul, sans son frère qui jusqu'alors est pourtant le leader de leur duo, signant leurs contrats. Il y exerce ses talents de guitariste-chanteur et de comique, avec notamment une imitation du personnage de dessin animés Popeye. En Amérique du sud, il connaît son premier succès personnel, « sauvant » la première soirée de l'orchestre de Ray Ventura au casino d'Urca à Rio de Janeiro, par son imitation de Popeye puis l'interprétation de la chanson aux influences créoles Maladie d'amour.
Accompagné de sa troupe, Ventura revient à Paris en 1945 mais Henri préfère accepter un contrat pour effectuer une tournée solo au Brésil. En interprétant une Samba rhumba au ralenti , Henri Salvador interprète un style musical précurseur de la bossa nova. Le 5 décembre 1945, lorsqu'il retrouve son frère André, ce dernier souhaite reformer leur duo mais Henri, devenu une vedette, n'y voit aucun intérêt; ce refus provoque une douloureuse rupture affective entre les deux jeunes hommes. Henri réintègre l'orchestre de Ventura puis, lassé d'être le fantaisiste de service surtout reconnu pour son jeu scénique, il monte son propre orchestre en 1946, avec succès. En 1947, il propose au directeur de Bobino de l’embaucher en vedette à part entière, prenant le pari de n'être payé que par les entrées. Dès sa première scène le 18 octobre 1947, il rencontre le succès qui lance sa carrière de « chanteur créole ». En mars 1948, le producteur parisien Jacques Canetti, enthousiasmé par sa voix de crooner, lui propose de passer au Théâtre des Trois Baudets qui met en scène son premier spectacle. Résultat triomphal. Dans la foulée, il enregistre avec Canetti chez Polydor Maladie d'amour ou encore la chanson Clopin-clopant qui reçoit le Grand Prix du Disque 1949. Cette collaboration dure jusqu'en 1956 au moment où Michel Legrand et Jacques Canetti, de retour des États Unis, reviennent avec le premier disque de rock'n'roll. Avec Boris Vian et Henri Salvador, ce groupe d'artistes lancent les premiers rocks français.

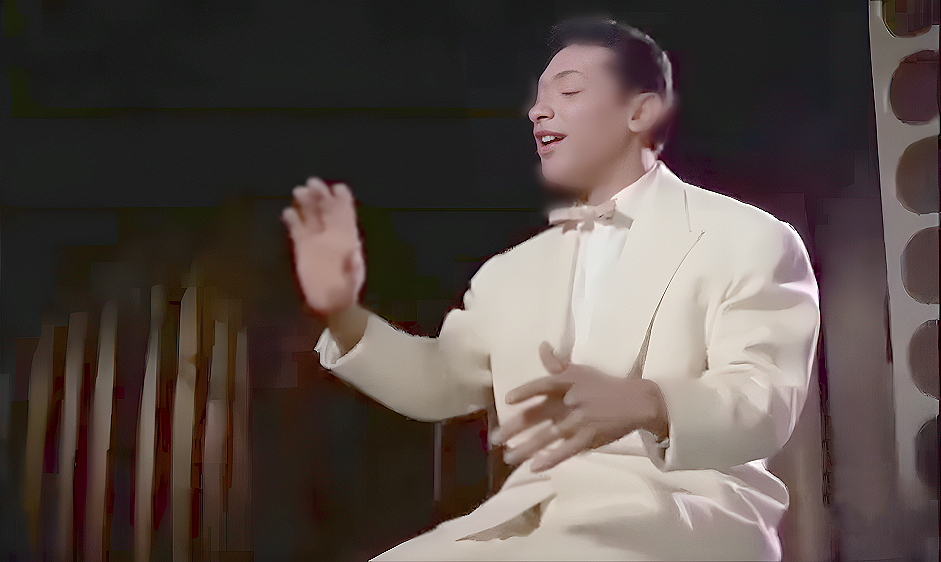
En 1958, dans le film Nuits d'Europe.

Il participe, en 1949, au film Nous irons à Paris, de Jean Boyer, aux côtés de l’orchestre de Ray Ventura, des Peters Sisters, de Martine Carol et d’autres vedettes de l’époque. En 1949 il passe à l'ABC, le temple des music-halls parisiens, dans la revue de Mistinguett Paris s’amuse.. Dans les coulisses, il rencontre Jacqueline Garabédian, étudiante égyptienne qui devient son épouse le 24 janvier 1950 et son imprésario.
Durant sa carrière de chanteur populaire, il est accompagné par plusieurs musiciens tels que Philippe Gérard, Henri Leca, Jack Diéval, surnommé le « Debussy du jazz », Joe Boyer, Michel Legrand… Il choisit toujours de combiner sur ses albums, chansons très fantaisistes et chansons douces, bien que le grand public se montre plus enthousiaste sur le premier style, tandis que la concurrence est sévère à l'époque dans le domaine des secondes avec notamment André Claveau, Georges Ulmer, Jean Sablon, , etc.).

### Le chanteur populaire

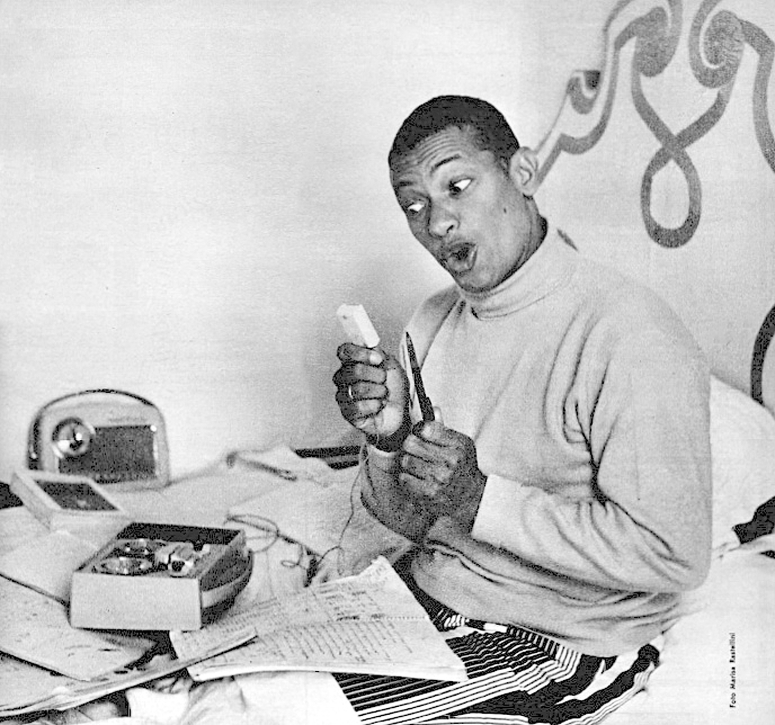
Henri Salvador en 1961.

En 1956, sous le pseudonyme d’Henry Cording — en référence à recording signifiant « enregistrement » en anglais, Henri Salvador est l'un des premiers à interpréter des airs de rock 'n' roll en français, sur des textes de Boris Vian, lequel choisit le pseudonyme « Vernon Sinclair »,, souvent mis en musique par Michel Legrand, sous l'impulsion du producteur Jacques Canetti alias « Jack K Netty ». En réalité, il s’agit de parodier ce nouveau style de musique particulièrement en vogue aux États-Unis à cette période. Parallèlement, la même année, il enregistre un 45-tours à la guitare jazz, intitulé Salvador Plays the Blues.
C’est en débutant dans l'orchestre de Ray Ventura qu'Henri Salvador révèle ses qualités d'interprète et de fantaisiste. Il fait la rencontre déterminante de Bernard Michel et Maurice Pon, avec lesquels il va signer de nombreux succès comme Le Loup, la Biche et le Chevalier communément appelée « Une chanson douce »), Le travail c'est la santé, Dans mon île, Croqu'Soleil, Les Bestioles, etc.
La complicité entre Bernard Michel et Henri Salvador engendre plus de quarante-cinq ans de créations artistiques ou adaptations fructueuses, telles que : Ah Ah Ah, Ma Doudou, Twist SNCF, Zorro est arrivé, Minnie, petite souris, Tout ça, c'est pas grave, Monsieur Boum Boum, J'étais une bonne chanson, Une femme d'affaires, Pauvre Jésus-Christ, Le Voyageur, Une blonde en or, Les Aristochats, C'est pas la joie ou encore J'aime tes genoux, etc.

### Télévision
Sa carrière prend un tournant dans les années 1960, en grande partie grâce aux émissions de variétés produites par Maritie et Gilbert Carpentier pour l'ORTF, dans lesquelles il interprète ses chansons humoristiques par de petits sketches qui le consacreront comme chanteur populaire : Faut rigoler, Juanita Banana, etc. Il obtient même, en première partie de soirée, sa propre émission intitulée « Salves d’Or », bénéficiant de plusieurs éditions.
Le général de Gaulle déclare souhaiter ne jamais rater ses émissions; les services de la télévision lui livrent des copies lorsque le général ne peut les suivre.
En 1964, il crée son propre label, « Rigolo »; cette société distribue dès lors tous ses disques jusqu'en 1984, ainsi que ceux de quelques autres artistes comme Tiny Yong, Jacky Moulière, Baris Manço, les Bretell's, Jacqueline Boyer ou Audrey Arno…

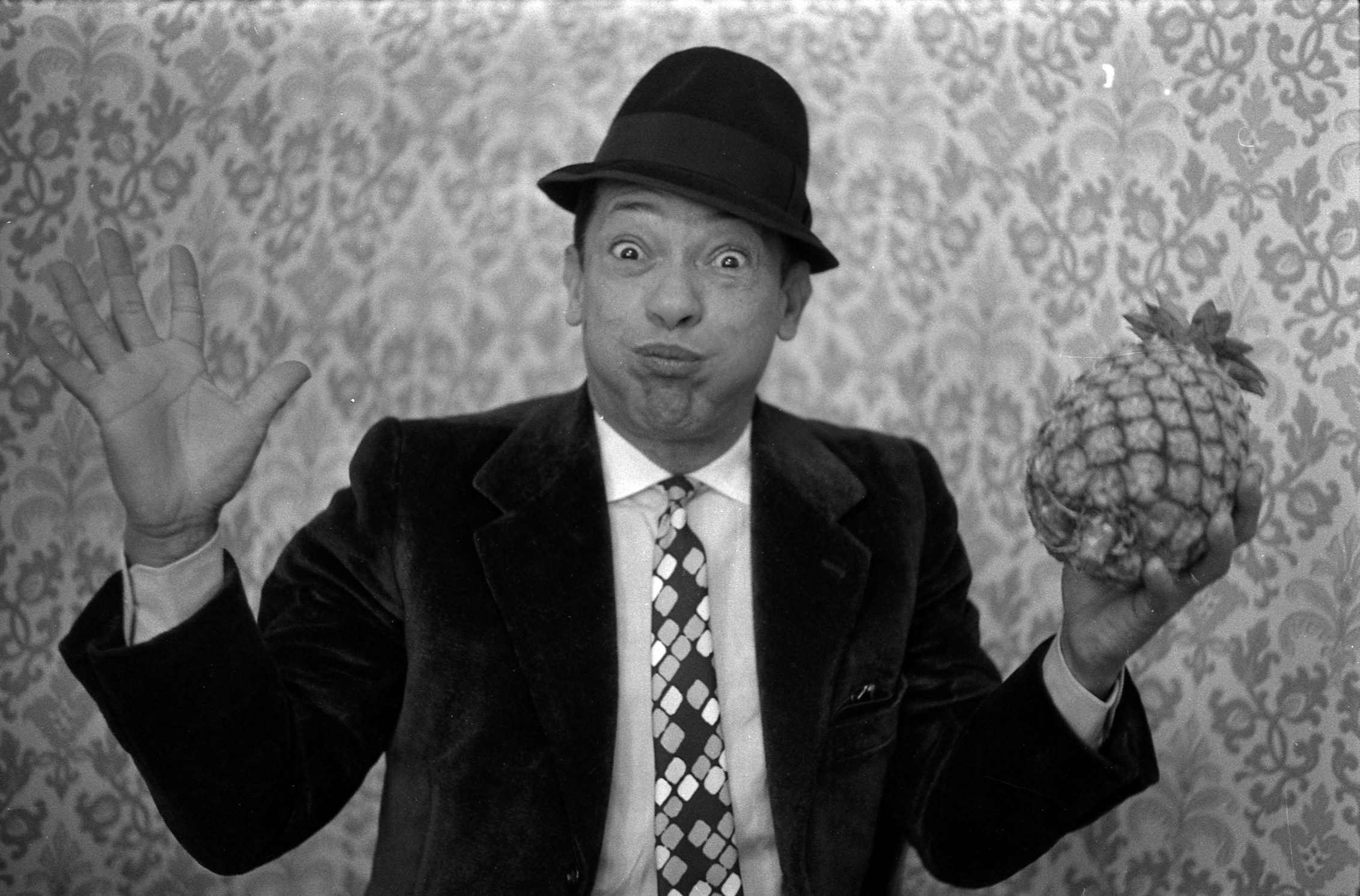
Henri Salvador en 1970 à Toulouse pour la promotion de son film Et qu'ça saute. L'ananas qu'il tient entre ses mains représente, sur l'affiche du film, une bombe.

Fervent Supporter du Paris Saint-Germain depuis le début des années 1970, Henri Salvador possède quatre abonnements à vie au Parc des Princes, depuis l’ère Hechter. Le club étant dans une mauvaise passe financière, Daniel Hechter sollicite ses amis de mettre la main à la poche. En contrepartie de 10 000 francs de dons, Hechter procure un abonnement à vie au Parc, pour tous les matches du club. Henri Salvador en achète quatre.
Le 19 septembre 1976, sa femme Jacqueline âgée de 50 ans, meurt d'un cancer. Il sombre alors dans une grave dépression et quitte dans le même temps, celle qui a fait office de manager et de directrice artistique. Son nouvel imprésario Charley Marouani, le convainc de venir quelques jours à Tahiti chez un autre de ses artistes, Jacques Brel; ce séjour lui redonne le goût de la musique.
En 1979, il participe au conte musical Émilie Jolie, écrit par Philippe Chatel, fiction télévisée dans laquelle il incarne le conteur et pour laquelle il interprète trois chansons, dont l’une avec Françoise Hardy et la petite Émilie Chatel. 
Certains de ses succès sont régulièrement réenregistrés par d'autres artistes, en particulier Le Loup, la Biche et le Chevalier / « Une chanson douce ». Parmi d'autres, la chanteuse Enzo Enzo reprend ce titre en 2007 dans son album destiné aux enfants, intitulé Chansons d'une maman. 
Entre 1971 et 1975, il participe à plusieurs séries d'émissions de variétés télévisées destinées à la jeunesse, produites sur la Première chaîne de télévision, par Gilbert Richard. Il compose et interprète notamment l'indicatif de son émission du mercredi après-midi, intitulée Papa Tête en l'Air.

### Éclipse et rebond

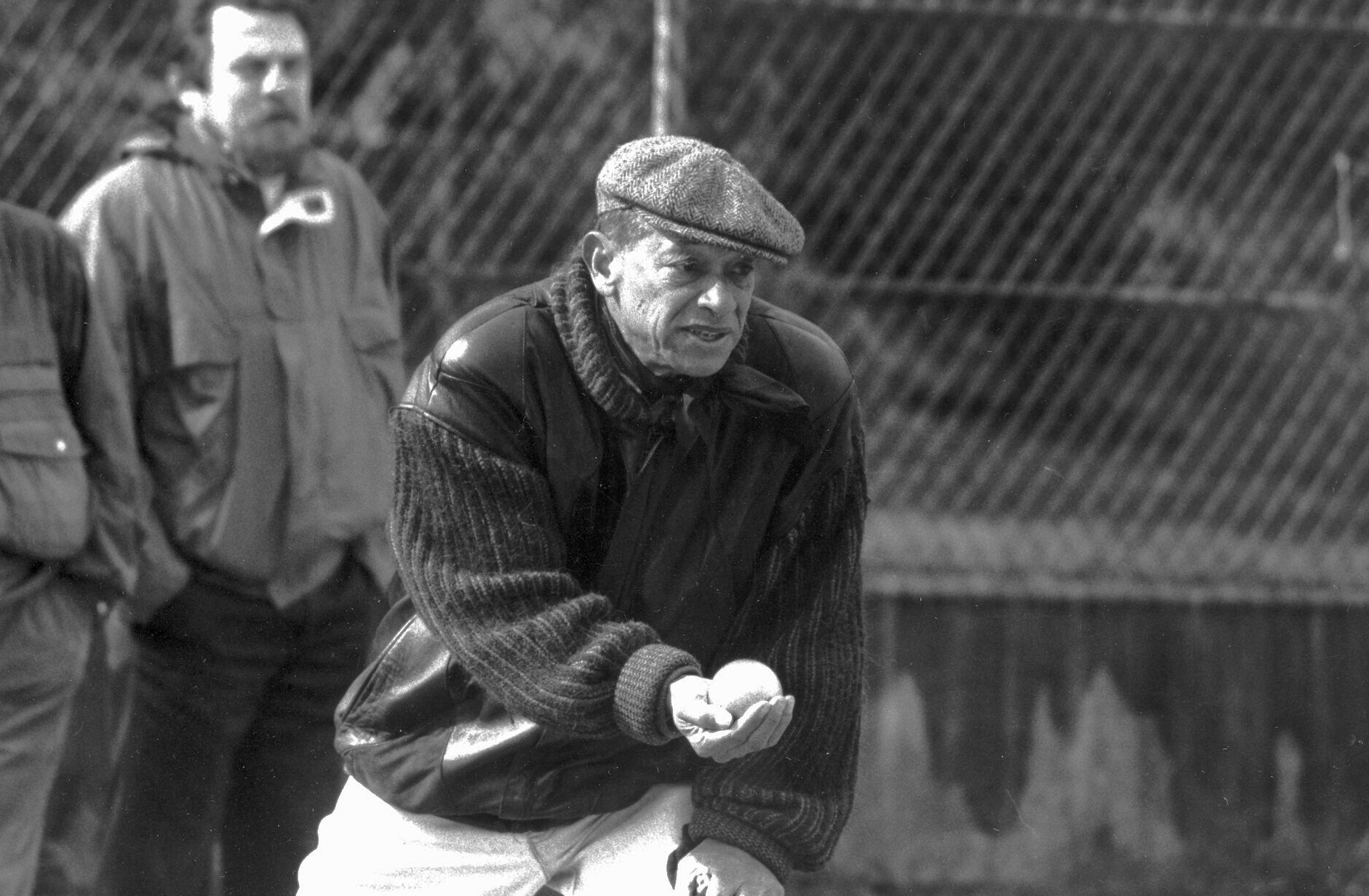
Henri Salvador dans les années 1990, jouant à la pétanque dans la populaire « cité des Oiseaux » à Bagneux.

Sa carrière connaît une éclipse dans les années 1980 et 1990 et le chanteur se consacre alors surtout à la pétanque, dont il devient « plusieurs fois champion de ligue d'Ile de France au jeu provençal ». Il publie un album de bande dessinée sur le sujet, Passion… Pétanque et invente même un modèle de boules métalliques : une première série est commercialisée d’abord par le fabricant JB, puis il dépose trois brevets pour la boule de haute technologie « VMS Plot ». Il se perfectionne au piano durant ces années  avec le pianiste-compositeur pédagogue Michel Sogny.
Essentiellement reconnu comme chanteur fantaisiste (alternant de fréquents succès de chansons drôles et de rares succès de chansons douces), ce qu'il regrette parfois, il renoue avec le jazz avec l'album Monsieur Henri enregistré à New York en 1994 et qui est un grand échec artistique et commercial.
En 2000, Keren Ann et Benjamin Biolay, grâce au mécénat de Philippe Ulrich, lui offrent l’occasion de revenir au sommet avec son disque Chambre avec vue et son titre phare : Jardin d’hiver. La collaboration avec Benjamin Biolay s’envenime quelque temps plus tard mais n'empêche pas le retour gagnant du crooner jazzy.

### Dernières années

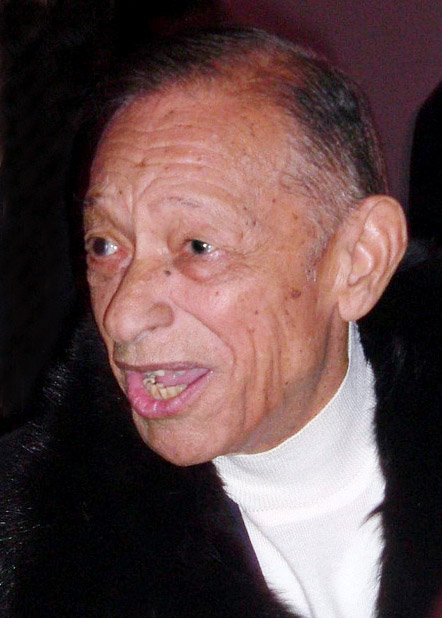
Henri Salvador en 2006.

Henri Salvador s'est également prêté au doublage de films d’animation, en prêtant sa voix en 1989 au crabe Sébastien dans La Petite Sirène, des Studios Disney. En 2006, à l’occasion de la sortie DVD du film, il réenregistra également les dialogues de sa suite, La Petite Sirène 2 : Retour à l'océan, dialogues confiés à un autre comédien sur la version originale de 2000.
Parolier pour de nombreux artistes, notamment pour Régine, Sheila, il a fait connaître au grand public Keren Ann. Plusieurs musiciens, comme Laurent Voulzy, Gabriel Yared, Eddy Mitchell et Art Mengo, ont composé pour lui.
Son dernier album, intitulé Révérence, sort fin octobre 2006. Il met fin à sa carrière active lors d'un dernier spectacle donné au palais des Congrès de Paris le 21 décembre 2007.
Entre les deux tours de l'élection présidentielle française de 2007, Henri Salvador a participé à un meeting de soutien à Nicolas Sarkozy, au cours duquel il a pris la parole en faveur de son candidat.
En 2007, Henri Salvador célèbre ses 90 ans lors d'un concert anniversaire à Monaco.

### Mort et obsèques

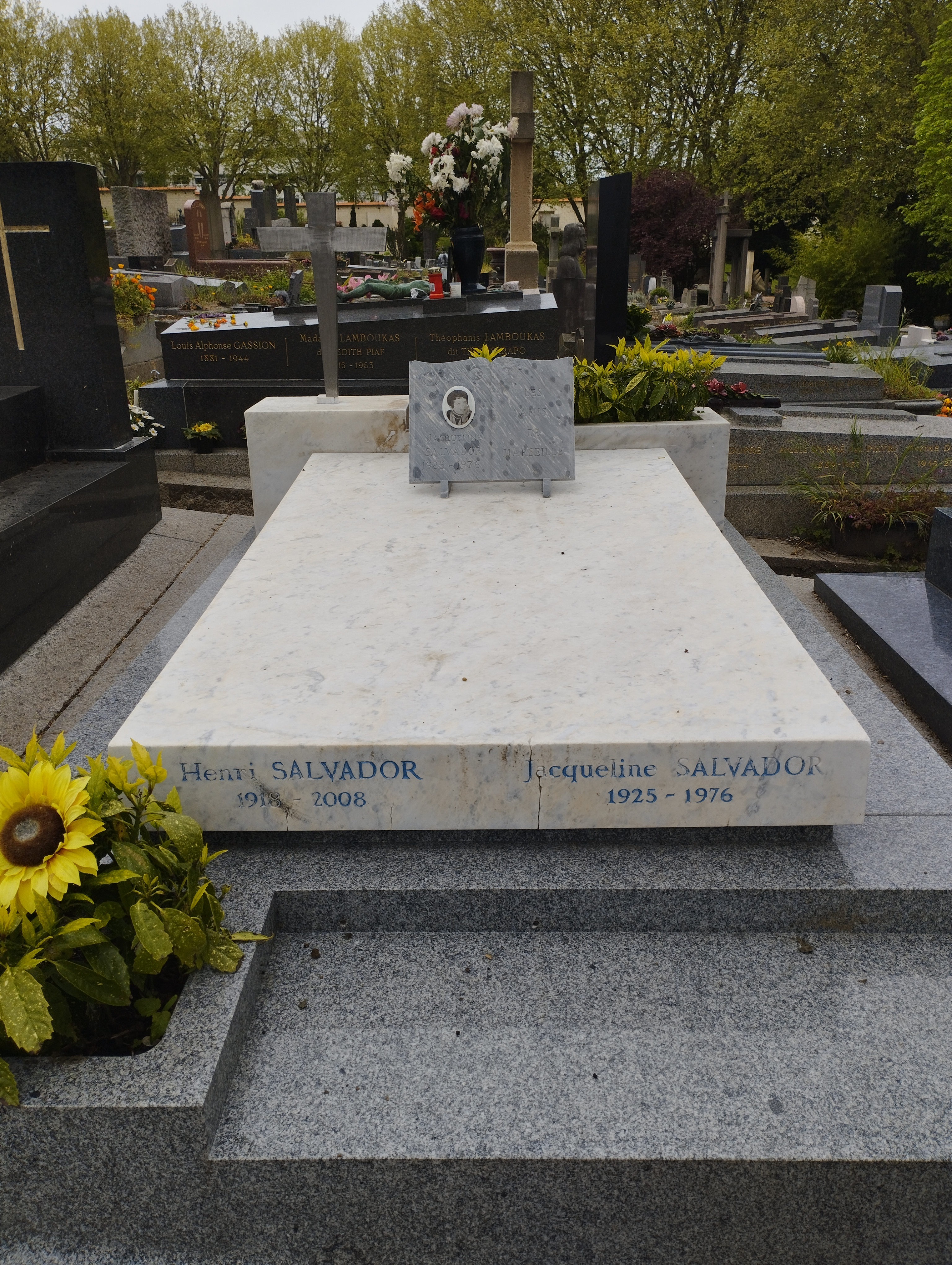
Tombe d'Henri Salvador au cimetière du Père-Lachaise (division 97).

Il meurt le 13 février 2008 d’une rupture d'anévrisme à son domicile parisien, au 6, place Vendôme, à l’âge de 90 ans. Sa dernière émission aura été enregistrée quelques jours avant sa mort par Laurent Baffie sur Europe 1 et diffusée le 10 février.
Ses obsèques ont lieu le 16 février en l'église de la Madeleine à Paris, en présence du président Nicolas Sarkozy et du prince Albert de Monaco. Il est inhumé auprès de sa deuxième épouse Jacqueline au cimetière du Père-Lachaise (97e division), à côté d'Édith Piaf. La date de naissance à l'état civil est bien 1917 et non pas 1918 comme indiqué par erreur sur sa pierre tombale.

## Discographie

### 78 tours
Jusqu'en 1951 : label Polydor - À partir de 1952 : label Philips.
- 1948 : Maladie d'amour / Clopin clopant (réf. 560 039)
- 1948 : Le Portrait de tante Caroline / Parce que ça me donne du courage (réf. 560 069) (réédité en 1949 réf. 560 116)
- 1948 : Mon Ange / Tout ça (réf. 560 073)
- 1948 : Chanson surréaliste / Salvador s'amuse (réf. 560 076)
- 1949 : Ma Doudou / Un p'tit air dans la caboche (réf. 560 118)
- 1949 : Bedelia / 24 Heures par jour (réf. 560 119)
- 1949 : El a diz que tem / Qui sait, qui sait, qui sait (réf. 560 130)
- 1949 : Son P'tit Bonhomme de chemin / Comme jamais (réf. 560 133)
- 1950 : Je ne suis pas / Charlot (réf. 560 140)
- 1950 : Les Maris, les Papas et les Chats / Que si, que no (réf. 560 156)
- 1950 : Adieu foulard, adieu Madras / Ti Paule (réf. 560 165)
- 1950 : C'est Noël m'amie / Léger (réf. 560 180)
- 1950 : C'est le be-bop (Boris Vian) / Saint-Germain des Prés (Léo Ferré) (réf. 560 181)
- 1950 : Quand je me souviens / Si jolie (réf. 560 182)
- 1950 : Un clin d'œil / Avec un tout p'tit rien (réf. 560 183)
- 1950 : Le Marchand de sable / Le Loup, la Biche et le Chevalier (réf. 560 184)
- 1951 : Enfance de mon cœur / Rebonjour (réf. 560 196)
- 1951 : Ma Chansonnette / Bon à rien (réf. 560 246)
- 1951 : La Vie grise (Boris Vian) / Le Scaphandrier(Léo Ferré) (réf. 560 253)
- 1951 : Ciel de Paris / Monsieur le bon Dieu (réf. 560 268)
- 1951 : Tout est tranquille / Le Téléphone (réf. 560 341)
- 1951 : Dors mon petit ange / Doucement, doucement (réf. 560 342)
- 1952 : Ma Petite Folie / Ma Petite Jacqueline (réf. 72 106)
- 1952 : L'Abeille et le Papillon / Je vous aime (réf. 72 109)
- 1952 : Gade boug'la / Haïti (réf. 72 121)
- 1952 : En traînant la savate / Quand on s'aime à Paris (réf. 72 158)
- 1952 : Les Oiseaux et les Rêves / La mort passe (réf. 72 174)
- 1953 : Elle me donne / Le Petit Indien (réf. 72 191)
- 1954 : Le Roi du fox-trot / Le Roi des caves (réf. 72 275)
- 1955 : Margaret / Papa loves mambo (réf. 72 276)
- 1956 : Qu'ech que ch'est qu'cha / As-tu vu Adèle (réf. 72 292)

### 45 tours
Henri Salvador a sorti plusieurs dizaines de 45 tours, parmi lesquels :
- Philips 432.736 : Le lion est mort ce soir / Twist SNCF / Dis, dis, dis / Twist de l'enrhumé
- Philips 432.828 : Sherry / Le chercheur d'or / Le voyageur / Purée de pommes de terre
- Philips 432.868 : Retour au porteur / Dis-moi que tu m'aimes / Va-t-en vite mon amour / Minnie, petite souris
- Philips 432.919 : Monsieur Boum Boum / Sûrs de nous / Grosse fille pleure pas / Cœur brisé à prendre
- Rigolo 18.717 : Avec la bouche / Madame tristesse / Le petit clown / Zorro est arrivé
- Rigolo 18.733 : La danse de Zorba / Loin sur les grands chemins / Tant qu'il y aura des filles sur la terre / Sophia
- Rigolo 18.734 : Le travail c'est la santé / Dis, Monsieur Gordon Cooper / Bouli-bouli / Hula-Hula
- Rigolo 18.739 : Juanita Banana / Caroline / Soleil blanc / Avant
- Rigolo 18.741 : Quand faut y aller faut y aller / Je bois à ton souvenir / Socialement parlant / Trois roues à mon chariot
- Rigolo 10.082 : Petit Lapin / La vallée
- EP mono Barclay 70141 (1958) accompagné par Quincy Jones et son orchestre :  Blouse du dentiste - Moi j'préfère la marche à pied - Trompette d'occasion - Oh! Quand les saints

### Albums
- 1955 : Henri Salvador chante ses derniers succès, Polydor (Le Loup, la Biche et le Chevalier, Maladie d’amour, Clopin-clopant, etc.)
- 1956 : Henri Salvador alias Henry Cording and his original Rock and roll boys, Philips
- 1957 : Sous les tropiques, Philips (Adieu foulards, adieu madras, Oh si y avait pas ton père, etc.)
- 1958 : Dans mon île, Barclay
- 1959 : Chanté par Henri Salvador, Barclay
- 1960 : Salvador s’amuse, Barclay (Blouse du dentiste, Gondolier, Moi j’préfère la marche à pied, etc.)
- 1962 : Succès, Philips/Salvador (Le lion est mort ce soir, Twist SNCF, etc.)
- 1963 : Henri Salvador, Philips/Salvador (Minnie petite souris, etc.)
- 1964 : Zorro est arrivé, Rigolo
- 1965 : Le travail c'est la santé, Rigolo
- 1967 : Henri Salvador, Rigolo (J’étais une bonne chanson, Enfoncez-vous ça dans la tête, Claire, ma secrétaire, etc.)
- 1968 : Salvador, Rigolo (Une chanson douce, Quand faut y aller, faut y aller, etc.)
- 1969 : Henri Salvador, Rigolo
- 1970 : Chante Boris Vian, Barclay
- 1972 : Le Petit Poucet, Rigolo
- 1977 : Salvador 77, Rigolo
- 1978 : Henri Salvador, Rigolo
- 1979 : Salvador/Boris Vian, Rigolo
- 1980 : Salvador en fête, Rigolo
- 1985 : Henri, Pathé Marconi
- 1989 : Des goûts et des couleurs, Pathé Marconi

Les Voleurs d’eau – Je ne le dirai pas – La Dernière Danse – Pense Henri – Blues dingue – Donne, donne – Des goûts et des couleurs – Où, quand, comment – Tu es entrée dans mon âme – Debout dans un hamac.
- 1994 : Monsieur Henri, Sony Music

Qu’ça saute – En plantant des navets – Qu’est-c’que j’aime – Layla – J’ai dû faire le con quelque part – La Main au cul – Vas-y mollo – Pieds palmés – Yes or no – Rock Hoquet – Envie de toi.
- 1995 : Au Casino de Paris (Enregistrement public), Tristar
- 2000 : Chambre avec vue, Virgin

Jardin d’hiver – Chambre avec vue – J’ai vu – Il fait dimanche – La Muraille de Chine – Jazz Méditerranée – Un tour de manège – Vagabond – Je sais que tu sais – Mademoiselle – Le Fou de la reine – Faire des ronds dans l’eau – Aime-moi.
- 2002 : Performance ! (Enregistrement public), EMI

Bonjour et bienvenue – Il fait dimanche – Ma Doudou (avec Laurent Voulzy) – Qu’elle est con – Mademoiselle – Muraille de Chine – Quoique l’on fasse – J’ai beaucoup trop envie de toi – Chiche (avec Bireli Lagrène) – Tu es entrée dans mon âme (avec Bireli Lagrène) – Oléo – Duke, Basie, Louis – All I really want (avec Lisa Ekhdal) – Syracuse – Jardin d’hiver – Le Loup, la Biche et le Chevalier (Chanson douce) – Avec le temps – Bonsoir amis
- 2002 : l' essentiel henri salvador, EMI

Syracuse - Mais non, mais non - Zorro est arrivé - Une bonn' paire de claques - Faut rigoler - Clopin clopant - C'est pas la joie - Un sacré menteur - Ouais - L'amour - Blues dingue - La jalousie - Tout au fond de mon coeur - Fugue en rires
- 2003 : Ma chère et tendre, EMI

Ma chère et tendre – Vous – C’était un jour comme les autres – Le voyage dans le bonheur – Toi – J’ai tant rêvé – Quand un artiste – Sans toi – Ailleurs – Itinéraire – Tu es venue – Bormes-Les-Mimosas – Les Chemins de la nuit (édition limitée) – Dans tes yeux.
- 2006 : Révérence, V2

La vie c’est la vie – Mourir à Honfleur – Dans mon île – Cherche la rose (avec Caetano Veloso) – L’amour se trouve au coin de la rue – Tu sais je vais t’aimer – J’aurai aimé – Italie (un tableau de maître) – D’abord – Les amours qu’on délaisse – Alléluia ! je l’ai dans la peau – Les Dernières Hirondelles – Tu sais je vais t’aimer (avec Gilberto Gil) .
- 2012 : Tant de temps (album posthume composé de titres inédits enregistrés en 1999 - paru le 18 juin 2012)[43]

Ça n'a pas d'importance – Tant de temps (avec Céline Dion) – Une Île sans elle – Mon Amour – Une Belle Journée – Qui es-tu ? (avec Hubert Mounier) – Paname à La Havane – Mes Petites Préférences – Ça leur passera (avec Benjamin Biolay) – Doucement – Syracuse.

### Collaborations

#### Avec les éditions Walt Disney
- 1971 : Les Aristochats
- 1973 : Blanche-Neige et les Sept Nains
- 1974 : Robin des Bois
- 1975 : Pinocchio
- 1976 : Le Monde rose et bleu d’Henri
- 1990 : La Petite Sirène, dans le rôle du crabe Sébastien

#### Conte musical
- 1979 : Participation au conte musical Émilie Jolie de Philippe Chatel dans le rôle du Conteur, au milieu de nombreux autres artistes (BMG Ariola PD37338/RCA)

#### Autres
- 1983 : Hampton, Salvador, Clark Terry, Moustache et leurs amis jouent Brassens (33 tours Philips 812 386-1)[44].

## Filmographie

### Cinéma
- 1948 : Mademoiselle s'amuse de Jean Boyer : lui-même
- 1950 : Nous irons à Paris de Jean Boyer : lui-même
- 1952 : Nous irons à Monte-Carlo de Jean Boyer : lui-même
- 1956 : Bonjour sourire de Claude Sautet  : lui-même
- 1958 : Nuits d'Europe d'Alessandro Blasetti : lui-même
- 1962 : Accroche-toi, y'a du vent ! de Bernard Roland : Gregg (également compositeur)
- 1962 : Tartarin de Tarascon de Francis Blanche  : Le garde chasse qui se tire sur les pieds
- 1962 : Un clair de lune à Maubeuge de Jean Chérasse : Victor Toulouse
- 1966 : Les malabars sont au parfum de Guy Lefranc : Le brigadier de garde Batifol
- 1970 : Et qu'ça saute ! de Guy Lefranc : Luis Vasquez

### Télévision
- 1991 : Le cadeau de Noël : lui-même, invité n°3
- 1999 : Crimes en série (téléfilm), apparition aux côtés de Pascal Légitimus.

## Doublage
- 1987 : Le Pacha et les Chats de Beverly Hills de Ray Patterson, Paul Sommer, Charles A. Nicolas : Serveur
- 1989 : La Petite Sirène de John Musker et Ron Clements : Sébastien
- 2000 : La Petite Sirène 2 : Retour à l'océan : Sébastien (Redoublage effectué en 2006)
- 2006 : Pollux : Le Manège enchanté de Jean Duval, Dave Borthwick, Frank Passingham : Pollux

## Émissions de télévision
- 1969 : Ouvrir les yeux, émission d'Éric Ollivier et Robert Mugnerot ; « Les Crâneurs », par Denis Goldschmidt et Agathe Godard : (participation).

## Hommages et distinctions

### Hommages
- En 1987, à l'occasion de la sortie du septième album solo de Michael Jackson, Bad le chanteur américain, le crédite sur son album pour son influence musicale[45]. Michael Jackson invitera ensuite Henri Salvador et sa future épouse Catherine pour le concert de ses 30 ans de carrière au Madison Square Garden à New York, le 7 septembre 2001[46].

### Odonymie

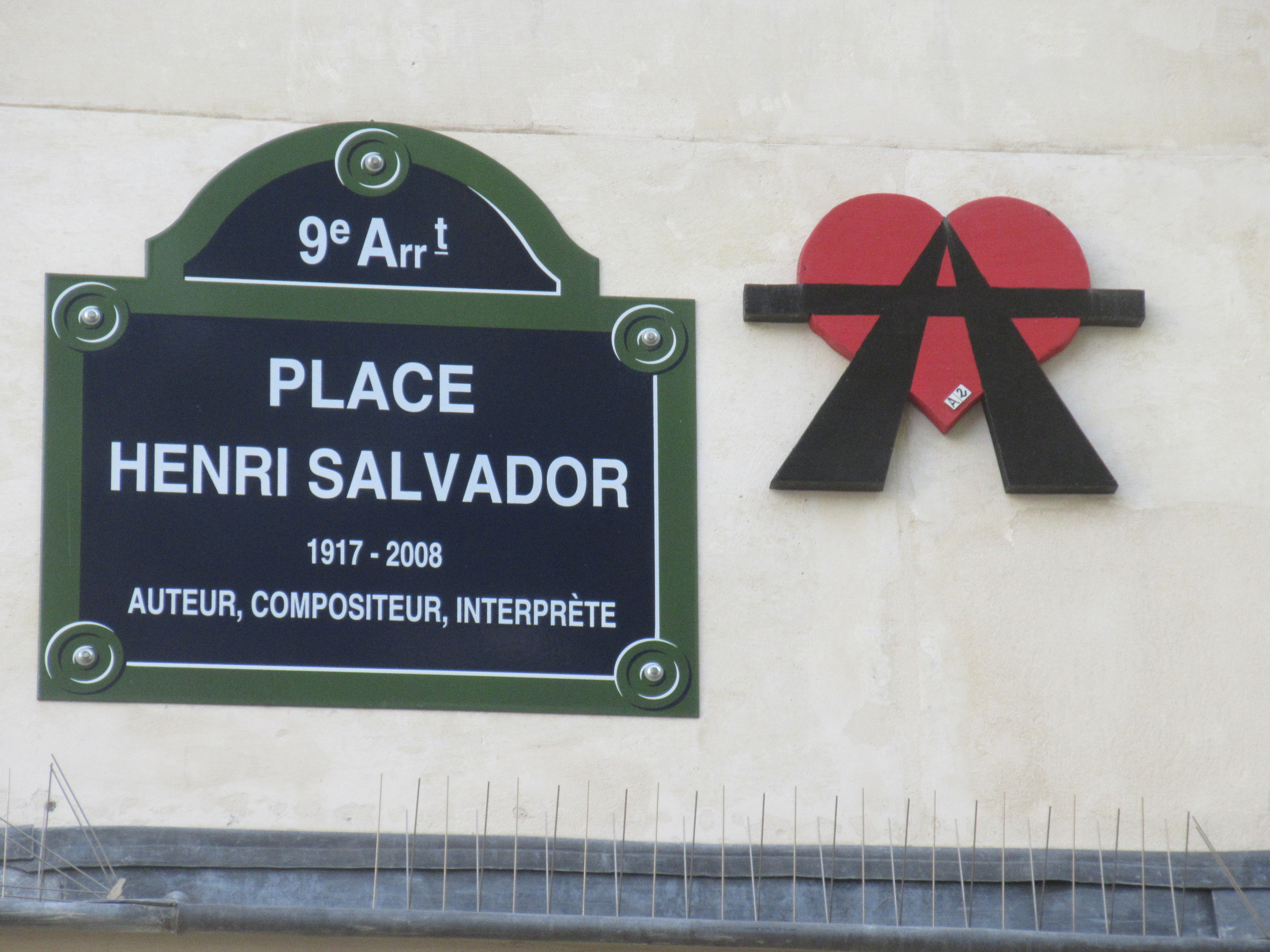
Plaque parisienne de la place Henri-Salvador

- La place Henri-Salvador est une place située entre les 1er, 2e et 9e arrondissements de Paris.

- De nombreux espaces culturels portent le nom du chanteur, notamment à Coulaines (Sarthe), à Dugny (Seine Saint-Denis), à La Ravoire (Savoie).

### Distinctions
- Victoire d’honneur de la musique en 1996.
- Prix du disque 2000 de l'Académie Charles-Cros pour l'ensemble de sa carrière le 28 novembre 2000.
- Il reçoit deux Victoires de la musique en 2001 : celle du groupe ou artiste interprète masculin de l’année et celle de l'album de variétés de l’année pour Chambre avec vue. Il recevra en outre la Victoire du meilleur spectacle l'année suivante.
- Il reçoit la Médaille d’or de l’Académie française en 2001.
- En 2004 Henri Salvador est fait commandeur de la Légion d'honneur[47] après avoir été décoré de l’Ordre national du Mérite et de l’Ordre des Arts et des Lettres.
- Le 8 novembre 2005, Henri Salvador est décoré à Brasilia : il est fait grand-croix de l’Ordem do Mérito Cultural (Ordre du mérite culturel) brésilien, qu’il reçoit des mains du chanteur et ministre de la Culture Gilberto Gil en présence du président Luiz Inácio Lula da Silva et de son « élève musical », le chanteur Caetano Veloso. Le Brésil lui rendit ainsi hommage pour son apport à la diffusion hors des frontières de la culture de ce pays, en particulier la bossa nova, qu’il aurait contribué à inventer[48],[49].
- Il est intronisé auprès de la confrérie des Hospitaliers de Pomerol en 2006[50].
- Une place à Paris devant l'Olympia, inaugurée le 3 mai 2016, porte son nom[51].

## Publications
- Henri Salvador (dessins de Marcel Uderzo), Passion… Pétanque, Paris, Éditions Archives, 1976, 40 p. (ISBN 2-7096-1498-7)
- Henri Salvador, Attention ma vie, Paris, Éditions Jean-Claude Lattès, 26 octobre 1994, 314 p. (ISBN 2-7096-1498-7)
- La Joie de Vivre - Anecdotes et pensées d'Henri Salvador - Editions Le Cherche Midi - 2010